# 北海道苫前商業高等学校
北海道苫前商業高等学校（ほっかいどうとままえしょうぎょうこうとうがっこう、Hokkaido Tomamae Commercial High School）は、北海道苫前郡苫前町にある公立（道立）の商業高等学校。
寄宿舎（学生寮）を設置しており、遠方からの生徒を受け入れている。

## 沿革
- 1951年4月 - 北海道羽幌高等学校苫前分校として開校。
- 1952年11月 - 町立苫前高等学校と名称変更認可。
- 1953年4月 - 北海道苫前高等学校として独立。
- 1964年4月 - 全日制課程認可。
- 1966年3月 - 定時制課程廃止。
- 1966年12月 - 道立移管決定。
- 1967年4月 - 商業科に変更。
- 1969年4月 - 北海道苫前商業高等学校と改称。